# Euryanthe
Euryanthe là vở opera của nhà soạn nhạc người Đức Carl Maria von Weber. Ông sáng tác vở opera vào năm 1823. Người viết lời cho tác phẩm là Helmina von Chézy. Với vở opera này, Weber trở thành người sáng lập thể loại opera huyền thoại-hiệp sĩ với một lối phát triển xuyên suốt tác phẩm. Khúc dạo đầu (tức overture) được xếp vào kho tàng âm nhạc giao hưởng của thế giới.